# Carl Ferdinand Appun

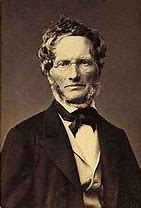
Carl Ferdinand Appun

Carl Ferdinand Appun, auch Karl (* 24. Mai 1820 in Bunzlau, Provinz Schlesien; † 18. Juli 1872 in Britisch-Guayana bei der Sträflingskolonie am Fluss Mazaruni bei Bartica) war ein preußisch-schlesischer, deutscher Naturforscher und Reisender. Sein offizielles botanisches Autorenkürzel lautet „Appun“.

## Leben und Wirken

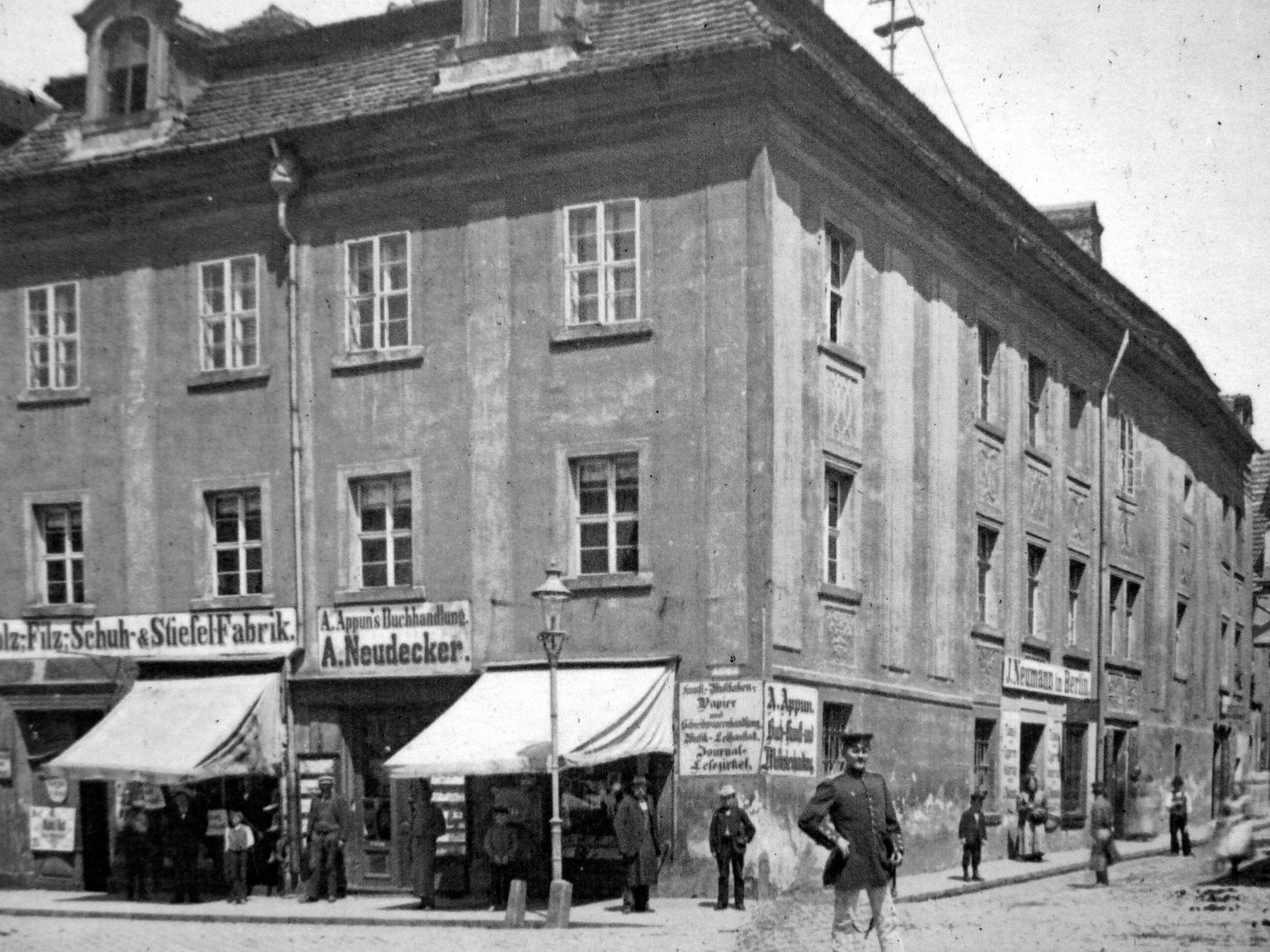
Carl Ferdinand Appuns Geburtshaus in Bunzlau, abgerissen 1897

Appun wandte sich zunächst dem Studium der Naturwissenschaften, namentlich der Botanik, zu und wurde 1849 auf Alexander von Humboldts Empfehlung von Friedrich Wilhelm IV. als Naturforscher nach Venezuela entsandt. Nachdem er die Wildnis dieses Landes zehn Jahre lang forschend durchzogen und darauf ein Jahr zur Erholung in der Heimat zugebracht hatte, begab er sich nach Britisch-Guayana, das er als Botaniker im Auftrag der britischen Regierung durchforschte. Er bereiste darauf einen Teil Brasiliens, den Rio Branco und Rio Negro, brachte monatelang bei den Indianern zu und befuhr den Amazonas bis Tabatinga an der Grenze Perus. Während eines Besuchs in Deutschland (1868–1871) veröffentlichte er über seine Reisen eine Reihe von Aufsätzen in verschiedenen Zeitschriften. Sein Hauptwerk Unter den Tropen war seinerzeit überaus populär.
1871 unternahm er nochmals eine Forschungsreise nach Guayana, wo er auf einer Reise ins Innere des Landes verunglückte. Seine letzten Schriften waren Aufsätze über die Indianer in Britisch-Guayana. Noch heute wird Appun in Venezuela als einer der Entdecker des Landes verehrt.

## Werke
- Über die Behandlung von Sämerein und Pflanzen des tropischen Süd-Amerika, besonders Venezuela’s. Bunzlau 1858
- Unter den Tropen: Wanderungen durch Venezuela, am Orinoco, durch Britisch Guyana und am Amazonenstrome in den Jahren 1849–1868. Jena: Costenoble, 1871.
  - Venezuela. Jena: Costenoble, 1871. Unter den Tropen; 1.
  - Britisch Guyana. Jena: Costenoble, 1871. Unter den Tropen; 2.
- Eduard Raimund Baierlein und Carl Ferdinand Appun: Bei den Indianern. Berlin; Leipzig: Hillger, 1915. Deutsche Jugendbücherei; Nr. 104